# Julien Brugnaut

a Compétitions nationales et continentales officielles uniquement.

b Matchs officiels uniquement.
Dernière mise à jour le 30 mai 2019.
Julien Brugnaut, né le 17 novembre 1981, est un joueur français de rugby à XV qui évolue au poste de pilier. Il compte deux sélections en équipe de France.

## Biographie

### Carrière de joueur

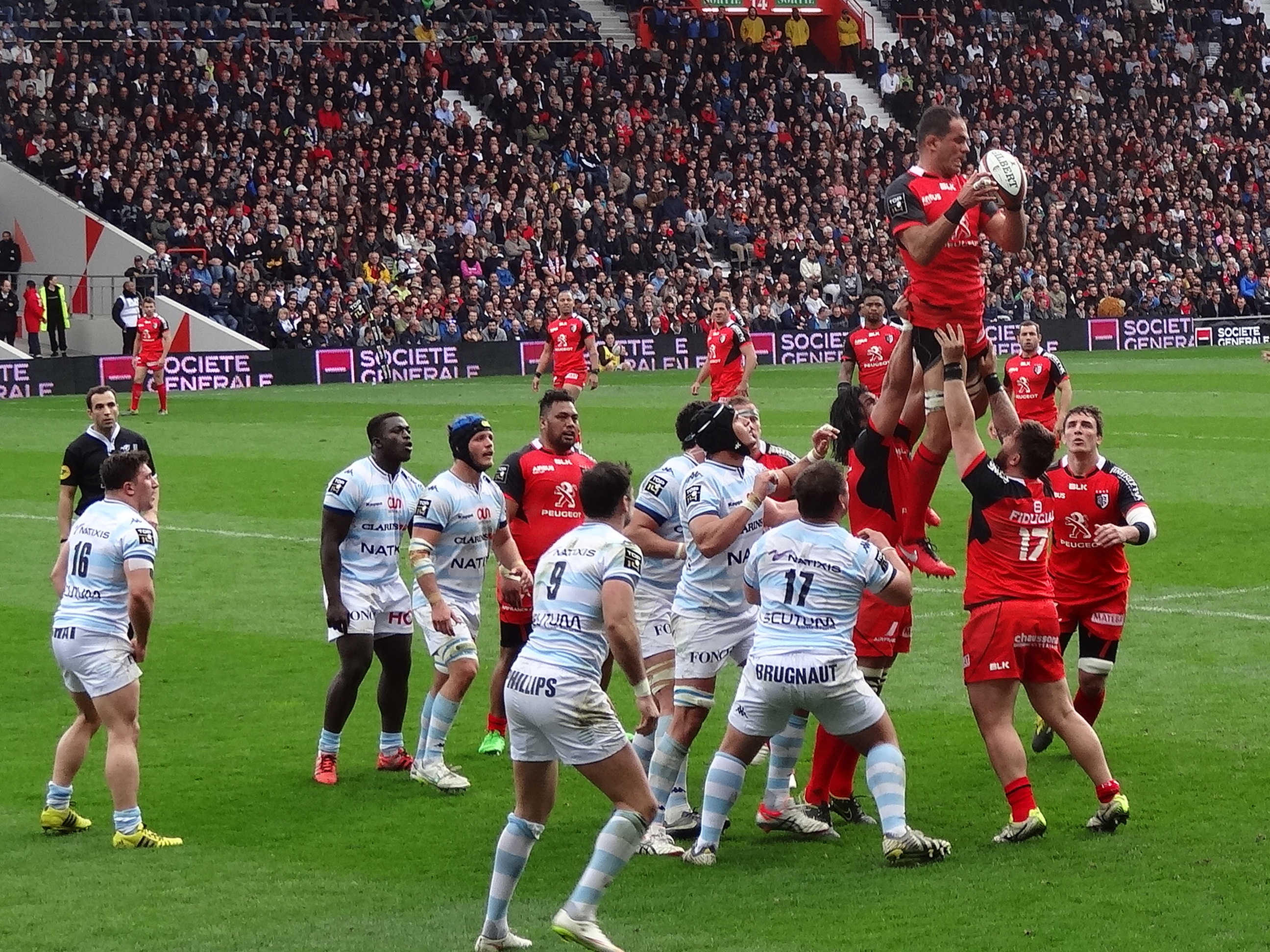
Julien Brugnaut (n° 17) en 2016 avec le Racing 92 face au Stade toulousain.

Il a disputé son premier test match en équipe de France le 3 février 2008 contre l'équipe d'Écosse, à la suite de la prise de fonction du trio d'entraîneurs Lièvremont-Ntamack-Retière.
En 2006, il rejoint l'US Dax.
En mars 2009, il est invité avec les Barbarians français pour jouer un match contre le XV du président, sélection de joueurs étrangers évoluant en France, au stade Ernest-Wallon à Toulouse. Les Baa-Baas s'inclinent 26 à 33.
Pour la saison 2014-2015, Julien Brugnaut reste finalement au Racing Métro 92 alors qu’il avait signé avec le FC Grenoble un pré-contrat, il entamera donc sa cinquième saison avec les Racingmen.
En novembre 2016, il est de nouveau sélectionné dans l'équipe des Barbarians français pour affronter une sélection australienne au stade Chaban-Delmas de Bordeaux. Les Baa-Baas parviennent à s'imposer 19 à 11 grâce à un essai de Raphaël Lakafia à la 77e minute.

### Carrière d'entraîneur
Après sa retraite de joueur en 2018, il prend en charge les espoirs du Racing 92.
À l'intersaison 2021, il devient l'entraîneur des avants du SO Chambéry aux côtés de David Mélé, soit sa première expérience en tant qu'entraîneur principal.
L'année suivante, il rejoint l'US bressane.

## Palmarès

### En club
- Vainqueur des phases finales de Pro D2 en 2006-2007 avec l'US Dax.
- Vainqueur du championnat de France en 2016 avec le Racing Métro 92.
- Finaliste de la Coupe d'Europe en 2016 avec le Racing Métro 92 .

## Statistiques

### En équipe nationale
- 2 sélections en équipe de France
- Sélections par année : 2 en 2008
- Tournois des Six Nations disputés : 2008